# イリノイ空軍州兵
イリノイ空軍州兵（英語: Illinois Air National Guard）はイリノイ州における空軍州兵。部隊の目的は、アメリカ空軍の予備部隊として戦力提供を行うことと州内の災害救援・治安維持である。
司令部はスプリングフィールド・リンカーン基地（Camp Lincoln）に所在している。1993年まではシカゴのシカゴ・オヘア国際空港に司令部が所在していた。

## 部隊
- 第126空中給油航空団（英語版）（126th Air Refueling Wing）：スコット空軍基地に所在。かつてはKC-135Eを装備していたが、現在はKC-135Rに更新されている。1999年まではシカゴ・オヘア国際空港に所在。
- 第182空輸航空団（英語版）（182d Airlift Wing）：州中部のグレータ・ピオリア空港（Greater Peoria Airport）内のピオリア空軍州兵基地（英語版）に所在。C-130H3を装備。1995年に戦闘航空団から転換。
- 第183戦闘航空団（英語版）（183d Fighter Wing）：1989年よりF-16Cを装備。スプリングフィールド近郊のエイブラハム・リンカーン・キャピタル空港（Abraham Lincoln Capital Airport）所在。再編・閉隊を検討中、機材はインディアナ空軍州兵へ移管予定。